# Эллисон, Ян
Ян Эллисон (англ. Ian Alistar Allison, 26 июля 1909, Гринок, Ренфрушир — 4 августа 1990, Лондон, Онтарио) — канадский баскетболист, серебряный призёр летних Олимпийских игр 1936 года в Берлине.

## Биография
Ян Эллисон родился в Шотландии. В молодости переехал в Канаду. Учился в Уокервилльском институте (Уокервилл (Онтарио)). Там же начал заниматься футболом, лёгкой атлетикой, баскетболом и канадским футболом. Во время учёбы в Успенском колледже (ныне Успенский университет, Уинсор) и Университете Торонто принимал участие в соревнованиях по баскетболу и канадскому футболу.
Наибольшего успеха он добился в любительском баскетбольном клубе Windsor V-8s, в составе которого выиграл чемпионат Канады в 1936 году. Это дало ему право выступать за сборную команду Канады на летней Олимпиаде 1936 года. В олимпийском финале канадцы проиграли сборной Соединенных Штатов со счётом 19-8 и завоевали серебро Олимпиады. Эллисон сыграл во всех шести матчах и набрал 24 очка. В 1930-х годах сыграл четыре матча в профессиональном футболе в команде Toronto Argonauts. Вынужден был завершить свою карьеру из-за заражения крови.
В 1933-1973 годах Эллисон работал учителем в Уолкервильском колледже. Одновременно тренировал школьные баскетбольные и легкоатлетические команды. Был введён в Зал славы канадского баскетбола, Зал славы округ Виндзор-Эссекс и Зал славы выпускников Виндзорского университета.
В годы Второй мировой войны служил в звании майора в танковом полку.